# Merkur
Merkúr je najmanjši in Soncu najbližji planet v Osončju. Sonce obkroži v 88 dneh. Svetlost njegovega navideznega sija se giblje med −2,0 in 5,5, vendar se ga le stežka opazi, saj znaša njegova največja kotna oddaljenost od Sonca (najdaljša elongacija) le 28,3°. Vidi se ga lahko v jutranjem ali večernem mraku. Prvo vesoljsko plovilo, ki ga je obiskalo in kartiralo 40 % do 45 % površja, je bil Mariner 10 v letih 1974 in 1975. Drugo pa je bila sonda MESSENGER, ki so jo izstrelili leta 2004 in je Merkur v teku štirih let obkrožila kar 4.000 krat, ter tako kartirala in preučila večino površja. Naslednja odprava proti Merkurju, imenovana BepiColombo, trenutno poteka v sodelovanju Evropske vesoljske agencije (ESA) in Japonske agencije za raziskovanje vesolja (JAXA). Izstrelitev sonde je bila 20. oktobra 2018 ob 01.45 (UCT), prihod k Merkurju pa je načrtovan za 5. december 2025. Sonda bo izvedla en mimolet Zemlje, dva mimoleta Venere in šest mimoletov Merkurja.
Merkur po izgledu spominja na Luno, saj je močno prepreden z udarnimi kraterji. Naravnih satelitov ali gostejše atmosfere nima. Ima veliko železno jedro, ki ustvarja magnetno polje z močjo približno 0,1 % Zemljinega. Površinske temperature na planetu znašajo med 90 in 700 K (−180 °C do 430 °C). Najtopleje je na subsolarni točki, najhladnejša pa so dna kraterjev blizu polov.
Planet so po svojem krilatem bogu – slu Merkurju, verjetno zaradi hitrega gibanja po nebu, poimenovali Rimljani. Astronomski simbol zanj, prikazan na vrhu tabele ob strani, je stilizirana različica glave boga in krilatega pokrivala na vrhu njegovega kaduceja, starega astrološkega simbola. Grki so ga imenovali Στίλβων: Stilbon (»svetleči«) in Hermes. Do petega stoletja pred našim štetjem so verjeli, da gre za dve ločeni telesi. En naj bi bil viden ob sončnem vzhodu, drugi ob sončnem zahodu. V Indiji so planet poimenovali Buda (बुध), po sinu Čandre (Lune). V kitajski, korejski, japonski in vietnamski kulturi se planet na osnovi petih elementov imenuje vodna zvezda (水星). Hebrejci so ga poimenovali Kokhav Hamah (כוכב חמה), »zvezda vročega« (»vroči« se pri tem nanaša na Sonce).

## Notranja zgradba
Merkur je eden od štirih zemeljskih planetov, kar pomeni, da je tako kot Zemlja kamninsko telo. S premerom 4879 km na ekvatorju je najmanjši med njimi. Sestoji iz približno 70 % kovinske in 30 % silikatne snovi. Z gostoto 5,43 g/cm³ je na drugem mestu v Osončju, takoj za Zemljo. Če pa se odmisli učinek težnostnega stisnjenja, bi bil Merkur iz gostejše snovi; imel bi namreč gostoto 5,3 g/cm³, medtem ko je gostota Zemlje 4,4 g/cm³.
Na podlagi gostote se lahko sklepa na notranjo zgradbo Merkurja. Medtem ko je gostota Zemlje, posebno v jedru, v veliki meri posledica težnostnega tlaka, je Merkur precej manjši in njegova notranjost ni tako stisnjena. Tako visoko gostoto se lahko pojasni le z velikim in z železom bogatim jedrom. Geologi ocenjujejo, da jedro obsega približno 42 % prostornine Merkurja (pri Zemlji 17 %).
Jedro obdaja 600 km debel plašč. Domnevno naj bi v začetku Merkurjeve zgodovine orjaški trk z njega odtrgal več sto kilometrov prvotne plaščne snovi, zato je plašč v primerjavi z jedrom zdaj razmeroma tanek (druge teorije so obravnavane spodaj).
Merkurjeva skorja naj bi bila debela med 100 in 200 km. Posebna značilnost Merkurjevega površja so številni ozki grebeni, dolgi tudi več sto kilometrov. Ti naj bi nastali, ko se je skorja že strdila, nato pa sta se skorja in plašč začela ohlajati in krčiti.
Merkur vsebuje več železa kot kateri koli drug planet v Osončju. Visoko kovinskost se pojasnjuje z več teorijami. Po najširše sprejeti je imel Merkur prvotno podobno razmerje med kovinami in silikati, kot ga imajo hondritni meteorji (ta naj bi bila tipična za povprečno kamninsko snov v Osončju) ter približno 2,35-krat večjo maso od današnje. Vendar pa ga je že kmalu po nastanku Osončja zadel planetezimal s približno šestino te mase. Udarec naj bi odtrgal precej prvotne skorje in plašča, pri čemer se je precej povečal delež jedra. Podobna teorija razlaga tudi nastanek Zemljine Lune (glej članek domneva velikega trka).
Po drugi teoriji naj bi se Merkur iz solarne meglice izoblikoval, še preden se je stabiliziral izsev Sonca. Planet naj bi imel v začetku dvakrat večjo maso. Ob krčenju Protosonca pa so temperature v okolici Merkurja dosegle med 2500 in 3500 K, morda celo 10000 K. Pri tolikšnih temperaturah naj bi se površinsko skalovje uparilo in ustvarilo »skalno paro«, ki jo je odnesel Sončev veter.
Tretja teorija pa pravi, da je v solarni meglici prišlo do trenja delcev, iz katerih je nastajal Merkur, kar pomeni, da so se lažji delci izgubili. Vsaka od teh teorij predvideva drugačno sestavo površine. To naj bi raziskali vesoljski odpravi MESSENGER in BepiColombo in s tem potrdili ali ovrgli naštete teorije.

### Površje
Površje Merkurja je po videzu zelo podobno površju Lune, saj so na njem obširne morjem podobne ravnine in številni kraterji, kar kaže, da je planet že več milijard let geološko neaktiven. Ker naše poznavanje geologije Merkurja temelji na enem samem mimoletu vesoljske sonde, je med vsemi zemeljskimi planeti najmanj poznana. Površinske značilnosti nosijo naslednja imena:
- albedne značilnosti — predeli z drugačno odsevnostjo
- Dorsa — grebeni
- Montes — gore
- Planitiae — ravnine
- Rupes — stene
- Valles — doline

Med in kmalu po nastanku Merkurja, v obdobju do pred okrog 3,8 milijarde let, so planet silovito bombardirali kometi in asteroidi. V tem času intenzivnega nastajanja kraterjev je prihajalo do udarcev po vsem površju, k čemur je še dodatno prispevala odsotnost atmosfere, ki bi upočasnila prihajajoča telesa. Tedaj je bil planet vulkansko aktiven. Kotline, kot je Caloris Planitia, so se napolnile z magmo iz notranjosti. Nastale so ravnine, podobne morjem na Luni.
Kraterji na Merkurju imajo premer med nekaj metri in več sto kilometri. Največji znani krater je velikanski Caloris Planitia s premerom 1300 km. Udarec, ki je ustvaril Caloris Planitia, je bil tako močan, da je povzročil izbruhe lave in okrog udarnega kraterja pustil čez 2 km visok koncentričen prstan. Na nasprotni strani planeta se širi veliko območje nenavadnega hribovitega terena. Po eni od razlag naj bi nastalo zaradi sunkov udarca, ki so potovali okrog planeta in se združili v antipodni točki (180° stran), kar je povzročilo obsežno lomljenje površine. Po drugi strani bi tak teren lahko nastal zaradi združitve izvržene snovi v antipodu.
Ravnine na Merkurju so dveh različnih starosti. Mlajše so manj kraterizirane in so verjetno nastale, ko je lava prekrila starejšo površino. Nenavadna značilnost površine planeta so številne kompresijske gube, ki prepredajo ravnine. Domnevno naj bi se površje deformiralo, ko se je planet pri ohlajanju krčil. Gube so vidne vrh drugih značilnosti, kot so kraterji in zglajene ravnine, kar pomeni, da so mlajše. Površje Merkurja je ukrivljeno tudi zaradi znatnega bibavičnega učinka Sonca. Bibavica na Merkurju je približno 17 % močnejša kot bibavica na Zemlji, kjer jo povzroča Luna.
Podobno kot na Luni so verjetno tudi na Merkurju vidni učinki vesoljskega preperevanja. Sončev veter in udarci mikrometeoritov lahko spremenijo odbojne lastnosti površinske snovi.
Srednja površinska temperatura Merkurja znaša 452 K (178,9 °C), zaradi odsotnosti atmosfere pa niha med 90 K (−183 °C) in 700 K (427 °C) (za primerjavo, na Zemlji temperatura niha samo za približno 80 K). Sončna svetloba je na površini Merkurja 6,5-krat močnejša kot na Zemlji, solarna konstanta pa znaša 9,13 kW/m².
Čeprav so temperature na površju v splošnem zelo visoke, opazovanja kažejo, da na Merkurju obstaja tudi led. Dna nekaterih globokih kraterjev blizu polov nikoli ne obsije neposredna sončna svetloba, zato temperature tam ostajajo globoko pod splošnim povprečjem. Vodni led močno odbija radarske žarke, opazovanja pa kažejo, da so blizu polov območja z zelo visoko radarsko odbojnostjo. Povečano odbojnost teh območij se lahko sicer pojasni tudi na druge načine, vendar so astronomi mnenja, da gre najverjetneje za led.
Zaledenela območja naj bi bila prekrita s samo nekaj metrov debelo plastjo ledu, tega pa naj bi bilo približno 1014–1015 kg. Za primerjavo, antarktična ledena ploskev vsebuje 4×1018 kg, južna polarna kapa Marsa pa približno 10×1016 kg vode. Izvor ledu na Merkurju še ni pojasnjen, najverjetnejša vira pa sta izhlapevanje vode iz notranjosti planeta ali pa njeno odlaganje vode ob udarcih kometov.

## Atmosfera
Merkur je premajhen, da bi s svojo šibko gravitacijo dlje časa zadržal znatnejšo atmosfero. Vendarle pa ima redko atmosfero, ki vsebuje vodik, helij, kisik, natrij, kalcij in kalij. Ta ni stabilna – atomi se neprestano izgubljajo v vesolje in iz različnih virov nadomeščajo. Atomi vodika in helija verjetno izvirajo iz Sončevega vetra, difundirajo v magnetosfero in nato spet ubežijo v vesolje. Dodaten vir helija, pa tudi vir natrija in kalija, je radioaktivno razpadanje elementov v skorji. Verjetno je del atmosfere tudi vodna para, ki jo prinašajo kometi.

### Magnetosfera
Čeprav se Merkur vrti počasi, ima razmeroma močno in domnevno globalno magnetno polje z močjo približno 0,1 % Zemljinega. Tako kot pri Zemlji bi ga lahko ustvarjalala krožeča tekoča snov v jedru. Vendar pa znanstveniki niso prepričani, da je Merkurjevo jedro še vedno v tekočem stanju. V tekočem stanju bi ga lahko ohranjali bibavični učinki v obdobjih velike izsrednosti tira. Morda pa je magnetno polje Merkurja ostanek bivšega učinka dinama, ki je sicer prenehal, magnetno polje pa je ostalo »zamrznjeno« v trdnih magnetnih snoveh.
Merkurjevo magnetno polje je dovolj močno, da preusmerja Sončev veter okrog planeta in s tem ustvarja magnetosfero, v katero Sončev veter ne prodre. Nasprotno Luna nima atmosfere, saj ima prešibko magnetno polje, da bi preprečilo prodor Sončevega vetra do njene površine.

## Tir in vrtenje
|  |  |

Merkur ima med vsemi pravimi planeti najbolj izsreden tir, saj je od Sonca oddaljen med 46 in 70 milijoni kilometrov, v povprečju pa je Merkur oddaljen 57.910.000 km ali 0,38 astronomske enote. Tir zaključi v 88 dneh.
Levi diagram ponazarja učinke izsrednosti. Merkurjev tir se prekriva s krožnico, ki ima isto veliko polos. Iz večje razdalje, ki jo planet prepotuje v vsakem petdnevnem intervalu, je razvidno, da ima v bližini prisončja višjo hitrost. Velikost krogel, obratno sorazmerna njihovi oddaljenosti od Sonca, ponazarja spremenljivo heliocentrično oddaljenost. Posledica spreminjanja oddaljenosti od Sonca in edinstvene resonance 3:2 vrtenja planeta okrog svoje osi je velika raznolikost površinske temperature.
Merkurjev tir je na Zemljin tir (ekliptiko) nagnjen za 7°, kar je prikazano na diagramu na levi. Zaradi tega pride do prehodov Merkurja preko Sončeve ploskve le takrat, ko Merkur prečka ravnino ekliptike ravno ob času, ko leži med Zemljo in Soncem. To se v povprečju zgodi vsakih sedem let.
Vrtilna os Merkurja je nagnjena samo za 0,01°. To je več kot 300-krat manj kot pri Jupitru, ki ima drugi najmanjši nagib osi med planeti, in sicer 3,1°. To pomeni, da bi opazovalec na ekvatorju Sonca nikoli ne videl dlje kot 0,01° južno ali severno od nadglavišča.
Ponekod na površju Merkurja bi lahko opazovalec v enem samem dnevu videl Sonce vziti in se dvigniti do polovice, nato pa bi se obrnilo, zašlo in ponovno vzšlo. Do tega pride zato, ker se približno štiri dni pred prisončjem kotna tirna hitrost Merkurja izenači z njegovo vrtilno hitrostjo, nato pa jo preseže. Zato se zdi, kot da se Sonce po nebu giblje vzvratno. Štiri dni po prisončju se nadaljuje Sončevo običajno navidezno gibanje.

### Sukanje Merkurjevega prisončja
Z Newtonovo mehaniko počasne precesije Merkurja ni mogoče zadovoljivo razložiti. Mnogo let so domnevali, da se za tem skriva še neodkriti planet, ki se giblje še bliže Soncu kot Merkur (mogoča razlaga bi bila še majhna sploščenost Sonca). Vero astronomov v tako razlago je še okrepila uspešna izsleditev Neptuna na podlagi motenj gibanja planeta Urana. V 20. stoletju pa je opazovano precesijo popolnoma pojasnila splošna teorija relativnosti Alberta Einsteina. Precesija Merkurja je ponazorila pojav povečevanja mase in s tem zanesljivo potrdila eno od Einsteinovih teorij. Merkur je namreč v prisončju nekoliko masivnejši kot v odsončju, saj se mu zaradi dilatacije mase poveča kinetična energija. Zaradi dodatne mase dobi dodatno vztrajnost in tako za malenkost prehiti lego prisončja, kot ga napove Newtonova gravitacija. Razlika je zelo majhna: Merkurjevo prisončje zaradi relativističnega učinka pohiti le za 43 kotnih sekund na stoletje. Pri drugih planetih je razlika še manjša, in sicer 8,6 kotnih sekund na stoletje pri Veneri, 3,8 pri Zemlji in 1,3 pri Marsu, kar neposredno še ni bilo mogoče opaziti.
Simulacije tira kažejo, da se izsrednost Merkurjevega tira v milijonih let kaotično spreminja med 0 (krožni tir) do zelo velike vrednosti 0,47. To naj bi bilo vzrok Merkurjevi resonanci med vrtenjem in tirom 3:2 (namesto običajnejše 1:1), saj je to stanje v obdobju visoke izsrednosti verjetnejše.

### Resonanca med vrtenjem in tirom
Dolgo časa so mislili, da se Merkur vrti sočasno s Soncem, kar pomeni, da se okrog svoje osi zavrti enkrat na vsak obhod, pri tem pa Soncu kaže ves čas isto stran, podobno kot Luna, ki je vedno z isto stranjo obrnjena proti Zemlji. Vendar pa so radarska opazovanja leta 1965 potrdila, da ima planet resonanco vrtenja in tira v razmerju 3:2, kar pomeni, da se Merkur v dveh obhodih okrog Sonca okrog svoje osi zavrti tri krat. To resonanco stabilizira izsrednost Merkurjevega tira. V prisončju, ko je Sončev privlak najmočnejši, je Sonce na Merkurjevem nebu praktično negibno. Prvotno so domnevali, da je razlog v tem, da je v času opazovanja Merkur vedno na istem mesto v svoji resonanci 3:2 in tako vedno kaže isto stran. Sončev dan zaradi resonance vrtenja in tira 3:2 traja (dolžina med dvema meridianskima prehodoma Sonca) približno 176 zemeljskih dni. Zvezdni dan (vrtilna doba) traja približno 58,7 zemeljskih dni.

## Opazovanje
Merkurjev navidezni sij niha med -−2,0 (kar je svetlejše od zvezde Sirij) in 5,5.
Opazovanja Merkurja otežkoča njegova bližina Soncu, saj je v njegovem blišču večinoma neviden. Merkur lahko opazujemo le v kratkem času ob jutranjem ali večernem mraku. Hubblov vesoljski teleskop zaradi varnostnih postopkov, ki mu preprečujejo, da bi se usmeril preblizu Soncu, Merkurja ne more opazovati.
Pri opazovanju z Zemlje tako kot pri Luni tudi pri Merkurju vidimo mene, saj je v spodnji konjukciji »nov«, ob zgornji pa »poln«. Obakrat je planet zaradi hkratnega vzhoda in zahoda s Soncem neviden. Do prve oz. zadnje mene pride pri največji elongaciji (navidezni oddaljenosti od Sonca) vzhodno oz. zahodno, ki pri Merkurjevi ločitvi od Sonca znaša med 18,5° pri prisončju in 28,3° pri odsončju. Pri največji elongaciji zahodno vzide Merkur pred soncem, pri največji elongaciji zahodno pa zaide za Soncem.
Merkur doseže spodnjo konjukcijo v povprečju vsakih 116 dni, vendar pa to obdobje zaradi izsrednega tira planeta niha med 111 in 121 dnevi. Obdobje navideznega vzvratnega gibanja, kot ga lahko vidimo z Zemlje, traja na vsaki strani spodnje konjukcije med 8 in 15 dni. Tudi ta veliki razpon je posledica velike izsrednosti tira.
Merkur je pogosto bolje viden z južne poloble kot s severne. Razlog je v tem, da so največje mogoče elongacije zahodno od Sonca vedno zgodaj jeseni, največje mogoče vzhodne elongacije pa so, ko se na južni polobli približuje konec zime. Obakrat je dosežen maksimalen kot Merkurjevega tira z ekliptiko, zato Merkur v prvem primeru vzide nekaj ur pred Soncem, v drugem pa v državah južnega zmernega pasu, kot sta Argentina in Nova Zelandija, zaide šele več ur za sončnim zahodom. Nasprotno pa v severnem zmernem pasu Merkur nikdar ne vzide nad obzorje bolj ali manj popolnoma temnega nočnega neba. Merkur lahko tako kot nekatere druge planete in najsvetlejše zvezde vidimo tudi pri popolnem Sončevem mrku.
Z Zemlje je Merkur najsvetlejši, ko je v meni debelitve, to je med krajcem in ščipom. Čeprav je planet tedaj precej bolj oddaljen kot pri tanjšanju, večjo oddaljenost več kot nadomesti večja osvetljena površina. Nasprotno pri Veneri velja, da je najsvetlejša, ko je tanek srp, saj je takrat mnogo bliže Zemlji.

## Raziskovanje Merkurja

### Prvi astronomi
Merkur so kot Ubu-idim-gud-ud poznali že Sumerci v 3. tisočletju pred našim štetjem. Planet so morda opazovali tudi prvi Babilonci (2000 do 500 pr. n. št.), ki so nasledili Sumerce. Čeprav se zapisi o tem niso ohranili, pa se poznejši babilonski zapisi iz 7. stoletja pr. n. št. sklicujejo na mnogo starejša opazovanja. Babilonci so planet po božjem slu iz svoje mitologije imenovali Nabu ali  Nebu.
Stari Grki so planet imenovali z dvema imenoma: Apolon na jutranjem in Hermes na večernem nebu. Vendarle pa so grški astronomi spoznali, da se obe imeni nanašata na isto telo. Prvi, ki je tako menil, je bil Pitagora. (angleško)

### Raziskovanja s teleskopi z Zemlje
Prva opazovanja Merkurja s teleskopom je opravil Galilei v zgodnjem 17. stoletju. Galileo je opazoval faze pri Veneri, pri Merkurju pa ne, ker je bil njegov teleskop prešibak. Leta 1631 je Pierre Gassendi prvič opazoval prehod planeta preko Sončeve ploskve, ta prehod pa je napovedal Johannes Kepler. Giovanni Zupi je leta 1639 s teleskopom odkril, da ima planet faze podobne Veneri in Luni. Opazovanja so dokončno potrdila, da Merkur obkroža Sonce.
Zelo redek dogodek v astronomiji (če gledamo z Zemlje) je prehod enega planeta preko drugega (okultacija). Merkur in Venera se prekrijeta vsakih nekaj stoletij. Edini zgodovinsko zapisan dogodek, ki se je zgodil 28. maja 1737, je opazoval John Bevis s Kraljevega observatorija Greenwich. Naslednja okultacija Merkurja zaradi Venere bo leta 2133.
Težave, ki spremljajo opazovanje Merkurja, pomenijo, da je ta precej manj preučevan kot drugi planeti. Leta 1800 je Johann Schröter opravil opazovanja površinskih značilnosti, vendar je napačno ocenil vrtilno dobo planeta na približno 24 ur. V 80. letih 19. stoletja je Giovanni Virginio Schiaparelli natančneje kartografiral planet in predlagal Merkurjevo vrtilno dobo 88 dni, kar je enako obhodni dobi in sicer zaradi plimne priklenitve. Ta pojav se imenuje sočasno vrtenje in je tudi opazen pri Zemljini Luni.
Teorija o Merkurjevem sočasnem vrtenju je postala splošno sprejeta in za astronome se je zgodil znaten šok v 60. letih 20. stoletja, ko so radijska opazovanja postavila to teorijo pod vprašaj. Če bi bil Merkur plimno priklenjen, bi morala biti njegova temna stran zelo mrzla, vendar pa so meritve radijskih emisij pokazale, da je precej toplejša od pričakovanj. Astronomi so oklevali z opustitvijo teorije o sočasnem vrtenju in predlagali alternativne mehanizme za pojasnitev opazovanj, kot so močni vetrovi, ki prenašajo toploto. Leta 1965 pa so radarska opazovanja nedvoumno potrdila, da je planetova vrtilna doba približno 59 dni. Italijanski astronom Giuseppe Colombo je opazil, da je ta vrednost približno dve tretjini Merkurjeve obhodne dobe in je zato predlagal drugačno obliko plimne priklenitve, kjer naj bi bila planetova vrtilna in obhodna doba priklenjena na resonanco 3:2 in ne 1:1. Podatki z vesoljskih plovil so kasneje potrdili te poglede.
Opazovanja s tal niso prinesla bistvenih spoznanj o najbolj notranjem planetu in šele z obiskom vesoljskega plovila je postalo znanih večina osnovnih lastnosti planeta. Tehnološki napredek pa je izboljšal tudi opazovanja s tal. Leta 2000 so na Observatoriju Mount Wilson posneli fotografije višjih ločljivosti tistih delov Merkurja, ki jih Mariner 10 ni videl.

### Raziskovanja z vesoljskimi sondami
Doseg Merkurja z Zemlje je poseben tehnološki izziv, saj planet obkroža Sonce mnogo bližje kot Zemlja. Vesoljsko plovilo, izstreljeno z Zemlje in namenjeno proti Merkurju mora prepotovati preko 91 milijonov kilometrov v Sončevo gravitacijsko potencialno jamo. Začenši z Zemljino obhodno hitrostjo 30 km/s je sprememba hitrosti (delta v), ki jo mora narediti plovilo za vstop v Hohmannovo prenosno orbito blizu Merkurja v nasprotju z drugimi planetarnimi odpravami precej velika.
Potencialna energija, ki se sprosti ob spustu v Sončevo potencialno jamo, postane kinetična energija. To potrebuje še eno veliko spremembo hitrosti, da lahko opravimo karkoli drugega kot hiter mimolet Merkurja. Za varen pristanek ali pa vstop v stabilni tir okrog planeta vesoljsko polovilo zaradi zelo šibkega ozračja ne more uporabiti aerozaviranja, ampak se mora zanesti na raketne motorje. Za potovanje na Merkur je potrebno več raketnega goriva kot pa za pobeg iz Osončja. Posledica tega je, da je ta planet do sedaj obiskalo samo eno plovilo.

#### Mariner 10
Prvo vesoljsko plovilo, ki se je približalo Merkurju, je bilo Nasin Mariner 10 (v letih 1974–75. Vesoljsko plovilo je uporabilo privlačnost planeta Venere, da bi se lahko približalo Merkurju – bilo je prvo plovilo, ki je uporabilo gravitacijski manever. Mariner 10 je posnel prve slike Merkurjeve površine iz bližine. Površina se je izkazala za močno kraterizirano, poleg tega pa je bilo moč najti mnoge druge geološke značilnosti, kot recimo velike stene, njihov nastanek pa je bil kasneje povezan z učinki krčenja planeta zgodaj v njegovi geološki zgodovini. Žal je Merkur ob vsakem bližnjem srečanju Marinerja 10 kazal vedno isto stran, zato je bilo posnete manj kot 45 % površine planeta.
Vesoljsko plovilo se je trikrat približalo Merkurju, najbližje na 327 km nad površino planeta. Ob prvem srečanju so inštrumenti na veliko presenečenje planetarnih geologov zaznali magnetno polje. Merkurjevo vrtenje naj bi bilo namreč mnogo prepočasno za ustvarjanje znatnega učinka dinama. Drugi mimolet se je v večini uporabljal za fotografiranje, ob tretjem mimoletu pa so bili pridobljeni obsežni podatki o magnetizmu. Podatki so razkrili, da je planetovo magnetno polje precej podobno Zemljinemu, ki odbija Sončev veter okrog planeta. Vseeno je izvor Merkurjevega magnetnega polja še vedno predmet več različnih teorij.
Le nekaj dni po njegovem zadnjem mimoletu je Marinerju 10 zmanjkalo goriva, zato njegovega tira ni bilo več moč nadzirati. Tako so nadzorniki odprave izklopili vesoljsko plovilo. Mariner 10 naj bi še vedno obkrožal Sonce in se približal Merkurju vsakih nekaj mesecev.

#### MESSENGER
Druga Nasina odprava na Merkur, imenovana MESSENGER (MErcury Surface, Space ENvironment, GEochemistry, and Ranging - Merkurjeva površina, vesoljsko okolje, geokemija in daljinske raziskave) je bila izstreljena 3. avgusta 2004 iz Cape Canaverala na krovi rakete Boeing Delta 2. Vesoljsko plovilo MESSENGER bo opravilo več mimoletov planetov, da se postavi v pravilni tir za doseg tira okrog Merkurja. Plovilo je februarja 2005 že opravilo mimolet Zemlje in dva mimoleta Venere v letih 2006 in 2007, sledijo pa trije mimoleti Merkurja v letih 2008 in 2009 ter vtiritev v tir okrog planeta marca 2011. Prvega od mimoletov Merkurja je MESSENGER opravil 14. januarja 2008 in posnel do zdaj neraziskano stran površja planeta.
Odprava naj bi prinesla nova spoznanja v šestih ključnih zadevah: Merkurjeva visoka gostota, njegova geološka zgodovina, narava njegovega magnetnega polja, struktura njegovega jedra, prisotnost ledu na polih in izvor njegovega redkega ozračja. Plovilo ima na krovu naprave za slikanje, ki so mnogo bolj zmogljive kot naprave Marinerja 10, različne spektrometre za določevanje količine elementov v skorji ter magnetometre in naprave za merjenje hitrosti nabitih delcev. Točne meritve majhnih sprememb v hitrosti plovila med njegovim obkrožanjem planeta bodo uporabljene za določevanje podrobne zgradbe notranjosti planeta.

#### BepiColombo
Japonska namerava skupno odpravo z Evropsko vesoljsko agencijo imenovano Bepi Colombo, ki bo obkrožala Merkur z dvema sondama: ena bo kartografirala planet, druga pa preučevala njegovo magnetosfero. Prvotni načrt s pristajalnim odsekom je bil preklican. Ruska raketa Sojuz bo sondi izstrelila leta 2013. Tako kot MESSENGER bosta tudi obe sondi BepiColombo do Merkurja opravili več mimoletov pred vstopom v tir okrog planeta, in sicer Luno in Venero ter več mimoletov Merkurja samega. Sondi bosta dosegli Merkur leta 2019 ter eno leto kartografirali in preučevali magnetosfero.
Sondi bosta nosili podoben nabor spektrometrov kot MESSENGER in preučevali planet v različnih valovnih dolžinah, vključno v infrardečem, ultravijoličnem, žarkih X in žarkih gama. Poleg intenzivnega preučevanja planeta načrtovalci odprave upajo, da bi z uporabo bližine Sonca lahko z izboljšano natančnostjo preizkusili napovedi splošne teorije relativnosti.
Odprava je poimenovana po Giuseppu (Bepi) Colombu, znanstveniku, ki je prvi določil naravo Merkurjeve tirne resonance s Soncem in je bil tudi udeležen pri načrtovanju tira Marinerja 10 do planeta leta 1974.